# 叶银耳
叶银耳（学名：Tremella frondosa），又称为黄耳，是属于银耳目银耳科银耳属的一种真菌，单生、散生于阔叶林中的栎树及其他阔叶树倒木上。该种分布于中国、塔希提岛、欧洲、美国。